# Хоакин-Суарес
Хоакин-Суарес (исп. Joaquín Suárez) — населённый пункт сельского типа (Pueblo) на юге Уругвая, на территории департамента Канелонес.

## География
Населённый пункт находится в южной части департамента, к западу от реки Пандо, на высоте 55 метров над уровнем моря.
Хоакин-Суарес расположен на расстоянии приблизительно 32 километров к юго-востоку от города Канелонес, административного центра департамента и на расстоянии 12 километров к северо-северо-востоку (NNE) от Монтевидео, столицы страны. Ближайший гражданский аэропорт расположен в городе Монтевидео.

## История
Хоакин-Суарес был основан 15 октября 1882 году. Происхождение топонима связано с именем президента Уругвая Хоакина Суареса (1781—1868). Получил статус сельского населённого пункта (Pueblo) 2 октября 1929 года.

## Население
По данным переписи 2011 года, население составляло 6 570 человек.
| Год  | Население |
| ---- | --------- |
| 1908 | 1 425     |
| 1963 | 2 357     |
| 1975 | 3 458     |
| 1985 | 4 175     |
| 1996 | 5 173     |
| 2004 | 6 214     |
| 2011 | 6 570     |

Источник: Instituto Nacional de Estadística de Uruguay.